# Phrygilus unicolor
Phrygilus unicolor là một loài chim trong họ Thraupidae.